# Sorry Seems to Be the Hardest Word
〈Sorry Seems to Be the Hardest Word〉는 엘튼 존과 버니 토핀이 쓴 곡이다. 이 음반은 엘튼 존에 의해 녹음되었고 1976년에 싱글 음반이자 《Blue Moves》 음반의 일부로 발매되었다. 그것은 로켓 레코드 컴퍼니가 발표한 두 번째 싱글이다. 그 노래는 사이가 틀어지고 있는 로맨틱한 관계에 대한 애절한 발라드이다. 그 노래는 G 멜로디 마이너와 하모닉 마이너에 있다.
2015년 12월, 이 노래는 미국 명절 테마 광고에서 고양이 유혹에 대한 광고에 사용되었다.

## 참여 인원
- 레이 쿠퍼 - 비브라폰
- 칼 포르티나 - 아코디언
- 제임스 뉴턴 하워드 - 일렉트릭 피아노, 현악기 배열
- 엘튼 존 – 피아노, 보컬
- 케니 파사렐리 – 베이스 기타

## 상업적 성과
이 곡은 톱 20 히트곡으로 영국에서 11위, 미국에서 6위, 캐나다에서 3위에 올랐다. 게다가 이 곡은 미국과 캐나다 어덜트 컨템포러리 차트에서 1위에 올랐다. 미국에서는 1977년 1월 25일 미국 음반 산업 협회에 의해 골드 인증을 받았다.

### 인증
| 국가                       | 인증 | 판매량/출하량 |
| -------------------------- | ---- | ------------- |
| 캐나다 (뮤직 캐나다)       | 골드 | 75,000^       |
| 미국 (RIAA)                | 골드 | 1,000,000^    |
| ^출하량을 기반으로 한 인증 |      |               |